# Martinova lež
Martinova lež (v anglickém originále Martin's Lie) je chrámová komorní dětská opera italsko-amerického skladatele Giana Carla Menottiho na vlastní libreto z roku 1964. Premiéru měla 3. června 1964 v katedrále v anglickém Bristolu. Opera vznikla na zakázku americké televizní stanice CBS Television, její provedení však není na televizní médium vázáno.

## Vznik a charakteristika
Opera Martinova lež vznikla na zakázku CBS Television (o rok dříve se Menotti rozešel s NBC, s níž dosud spolupracoval, v důsledku sporu o novou inscenaci své televizní opery Amahl a noční návštěvníci). Premiéru však neměla v televizi, ale na 17. hudebním festivalu v anglickém Bristolu (Bath International Music Festival). Televizní inscenace (vysílaná živě) následovala až o rok později, 30. května 1965, se stejným obsazením jako při bristolské premiéře, v režii Kirka Browninga a s výpravou a kostýmy Anthonyho Powella.
Dílo svou strukturou není určeno výlučně pro televizní médium, ale ani nutně pro divadlo. Skladatel ji nazýval komorní opera nebo chrámová opera (opera di chiesa) a strukturou stejně jako hudebním stylem navazuje na středověké chrámové hry neboli podobenství (morality). Stojí tedy na pomezí operního žánru, podobně jako Menottiho „madrigalová bajka“ Jednorožec, gorgona a mantikora (1956) nebo dramatická kantáta Smrt biskupa z Brindisi (1963). Podobně jako u obou zmíněných děl má i hudba v Martinově lži některé rysy epochy, v níž se odehrává děj. Menotti v ní vychází ze středověké hudby a folklóru a zpěvní linie je založena především na recitativu podobném gregoriánskému chorálu.
Děj je položen do 14. století, tj. doby, kdy skladatelovými slovy „tolerance byla považována za slabost a krutost za nezbytnost“. Stejně jako u středověkých skladeb, které byly Menottimu modelem, vyplývá z děje jednoznačné mravní ponaučení, totiž že láska jakožto ctnost je důležitější než pravda nebo spravedlnost.
Kritické přijetí bylo smíšené, někteří kritici považovali příběh i hudbu za příliš sentimentální. Menotti si byl jistých slabin vědom a v rozhovoru pro tisk se vyjádřil v tom smyslu, že jednou bude muset Martinovu lež přepracovat, k čemuž však nikdy nedošlo.
Opera trvá asi 50 minut.
Její následná inscenační historie není bohatá. Byla uvedena např. roku 1978 na Menottim vedeném Festivalu dvou světů (Spoleto Festival USA) v Charlestonu.

## Osoby a první obsazení
| Osoba                                               | hlasový obor       | světová premiéra (3.6.1964) |
| --------------------------------------------------- | ------------------ | --------------------------- |
| Otec Cornelius                                      | tenor              | William McAlpine            |
| Naninga, hospodyně, asi 50letá                      | mezzosoprán        | Noreen Berry                |
| Martin, asi 12letý chlapec                          | chlapecký soprán   | Michael Wennink             |
| Cizinec                                             | baryton            | Donald McIntyre             |
| Šerif                                               | bas                | Otakar Kraus                |
| Christopher, jiný chlapec, o něco starší než Martin | chlapecký soprán   | Keith Collins               |
| Timothy, velmi malý chlapec                         | chlapecký soprán   | Roger Nicholas              |
| Kat                                                 | němá role          | Hugh Smith Marriott         |
| Sirotci (chlapecký sbor), vojáci (němé role)        |                    |                             |
| Dirigent:                                           | Dirigent:          | Lawrence Leonard            |
| Režie:                                              | Režie:             | Gian Carlo Menotti          |
| Výprava a kostýmy:                                  | Výprava a kostýmy: | Anthony Powell              |

## Instrumentace
Flétna, hoboj, klarinet, fagot, lesní roh, dvě trubky, pozoun, tympány, tři bicí soupravy, harfa, viola, violoncello, kontrabas.

## Děj opery
Děj se odehrává ve 14. století, v kuchyni vyhořelého kláštera přeměněného na sirotčinec svatého Isidora, který vede otec Cornelius za pomoci hospodyně Naningy. Začíná noc.
Naninga vypráví dětem pohádku, z níž největší zájem vyvolává popis bohatě prostřeného stolu na princeznině hradě. Ale v nejlepším vyprávění přeruší, protože děti už jsou ospalé a musí jít na kutě. Všichni se pomodlí a odcházejí spát do ložnice, jen Martin je dnes na řadě, aby spal v kuchyni a hlídal jídlo před krysami. Martin má trochu strach zůstat sám, ale otec Cornelius mu dodává odvahy a nechává hořet svíčku.
Když Martin osamí, ozve se tlučení na dveře. Martin rychle otevře a vstoupí zraněný cizinec. Dotazy na Martina se dozví, že se ocitl v sirotčinci, a o sobě prozradí, že prochá před pronásledovateli a že mu hrozí mučení a smrt za to, že „se modlil k Bohu vlastním způsobem“. Martin z něj má strach a vysvětluje, že otevřel, protože (jako pořád) čekal příchod svého tatínka, kterého nikdy nepoznal. Cizinec Martina přesvědčuje, že on je jeho otec. „Měj se mnou smilování, nech mě být tvým tatínkem. Proč bys čekal na otce, který nepotřebuje syna? Podívej se mi do očí. Ještě nikdo nikdy nepotřeboval syna více než já teď.“ A Martin mu chce uvěřit.
Martin ukryje cizince v jedné ze skrýší, o které vědí jen děti, a už vstupuje do kuchyně šerif s biřici. Hledají uprchlého kacíře hraběte z Nevers, který má být na králův rozkaz mučen a popraven. Všichni se sbíhají a Martin zapírá, že by byl pustil někoho dovnitř, i když proti němu svědčí sousedé i zakrvácené stopy v místnosti. Šerif s Martinem ani s výhrůžkou, že celý sirotčinec srovná se zemí, nic nepořídí. Proto nechává otce Cornelia, aby z chlapce tajemství dostal po dobrém.
Otec Cornelius skutečně zjistí, že Martin vpustil dovnitř „svého otce“. Snaží se chlapce přesvědčit, že cizinec jeho otcem být nemůže; ale Martin si příliš přeje mít vlastního otce, aby na mnichovy argumenty dal. Nepomůžou ani Naninžiny nářky nad spouští, kterou biřicové v sirotčinci tropí, ani strach, že je vojáci všechny pobijí. Cornelius na Naninžinu radu nechává s Martinem jeho nejlepšího kamaráda Christophera s úkolem, aby Martinovo tajemství vyzvěděl. Ale když jsou dospělí pryč, baví se kamarádi jen o dětských hrách.
Šerifovi dochází trpělivost. Ale Martin zapírá i to, co před chvílí přiznal otci Corneliovi, a to i přes mnichovo napomínání, že lež je smrtelný hřích. Šerif přivolává kata – jak po straně vysvětluje Corneliovi, nechce chlapci ublížit, jeho ho vystrašit. Kat žhaví své nástroje a šerif hrozí, že jimi Martinovi vypálí oči, jestliže nebude mluvit pravdu. Cornelius, Naninga a všechny děti Martina zapřísahají, aby nelhal, ale vyděšený chlapec stále zapírá, až klesne na zem bez duše. Jeho srdce hrůzu nevydrželo. Otec Cornelius se skloní a umírajícímu Martinovi potvrzuje, že cizinec byl jeho otec. Když se ho pak ptají, proč mu lhal, říká „lež je malá věc … láska je silnější než jakýkoli hřích“. Za zvuku zvonů a modlitby odnáší mnich chlapcovo tělo v průvodu dětí do kostela.

## Diskografie
- 1996 (CD vydáno 1998, Chandos 9605). Zpívají (otec Cornelius) Robin Leggate, (Martin) Connor Burrowes, (Naninga) Pamela Helen Stephen, (šerif) Matthew Best, (cizinec) Alan Opie. Tees Valley Boys' Choir a Northern Sinfonia řídí Richard Hickox.